# Еемсмонд
Eemsmond (нід. вимова: [ˈeːmsmɔnt] ( прослухати); укр. гирло Емсу) — колишній муніципалітет з населенням 15 864 осіб на півночі провінції Гронінген на північному сході Нідерландів. 1 січня 2019 року об'єднано з муніципалітетами Бедюм, Де Марн і Вінсюм, утворено новий муніципалітет Гет-Гогеланд.

## історія
1 січня 1979 року шляхом злиття муніципалітетів Уітхуйзен і Уітхойзермеден утворено муніципалітет Гефсгойзен. 1 січня 1990 року додано муніципалітети Кантенс, Ускверт і Варффюм. 1 січня 1992 року назву муніципалітету змінено з Гефсгойзен на Еемсмонд, що означає «гирло Емсу».

## Географія

Нідерландська топографічна карта муніципалітету Еемсмонд, червень 2015 року

Координати: 53°24′ пн. ш. 6°40′ сх. д. / 53.400° пн. ш. 6.667° сх. д. Еемсмонд лежить на півночі провінції Гронінген і на північному сході Нідерландів.
Населені пункти муніципалітету: Емсгавен, Еппенгейзен, Кантенс, Олдензейл, Остейнде, Остерніланд, Аудесхіп, Рудесхол, Роттюм, Стартенгейзен, Стітсверд, Ейтгейзен, Ейтейзермеден, Ускверт, Варффюм і Зандевер.
На північ від Емсмонду лежить Північне море. На території муніципалітету розташована частина Ватового моря, яке від 2009 року включено до списку Всесвітньої спадщини ЮНЕСКО, зокрема, піщана мілина Сімонзанд і незаселені острови Роттюмерог, Роттюмерплат і Зюйдердуінт'єс. На острові Роттюмерплат розташована найпівнічніша точка Нідерландів.

## Культура
Емсмонд приймав старт четвертого етапу на Energiewacht Tour 2013.

## Уряд
Останнім мером Емсмонду була Марейке ван Бек з Лейбористської партії (PvdA).

## Транспорт
Залізниця Сауверд — Родесхол з’єднує залізничні станції Варффюм, Ускверт,  Ейтгейзен, Ейтейзермеден і Родесхол із залізничною станцією Гронінген та рештою залізничної мережі Нідерландів.

## Відомі люди

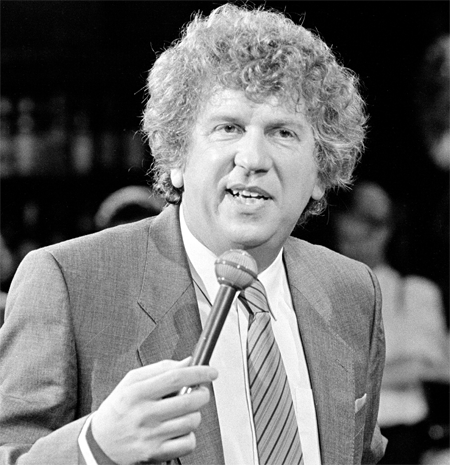
Сет Гаайкема, 1985 рік

- Віллем Суренгейс[de] (бл. 1664, Роттюм — 1729), нідерландський християнський дослідник івриту
- Гендрік Бултуйс[en] (1865, Варффюм — 1945), нідерландський митник, автор і перекладач понад тридцяти творів на есперанто
- Фріц Пейц[en] (1896, Ейтгейзен — 1974) архітектор
- Альдерт ван дер Зіл[en] (1910, Зандевер — 1991), голландський фізик, вивчав процеси електронного шуму
- Моллі Герцема[en] (1918—1991) політик і юрист, мер Варффюма 1953—1957
- Сет Гаайкема[en] (1939, Ейтгейзен — 2014) артист кабаре, письменник і автор пісень
- Еде Сталь[en] (1941, Варффюм — 1986) голландський співак і автор пісень, співав переважно гронінгенським діалектом[en]